# Pseudotsuga menziesii var. lindleyana

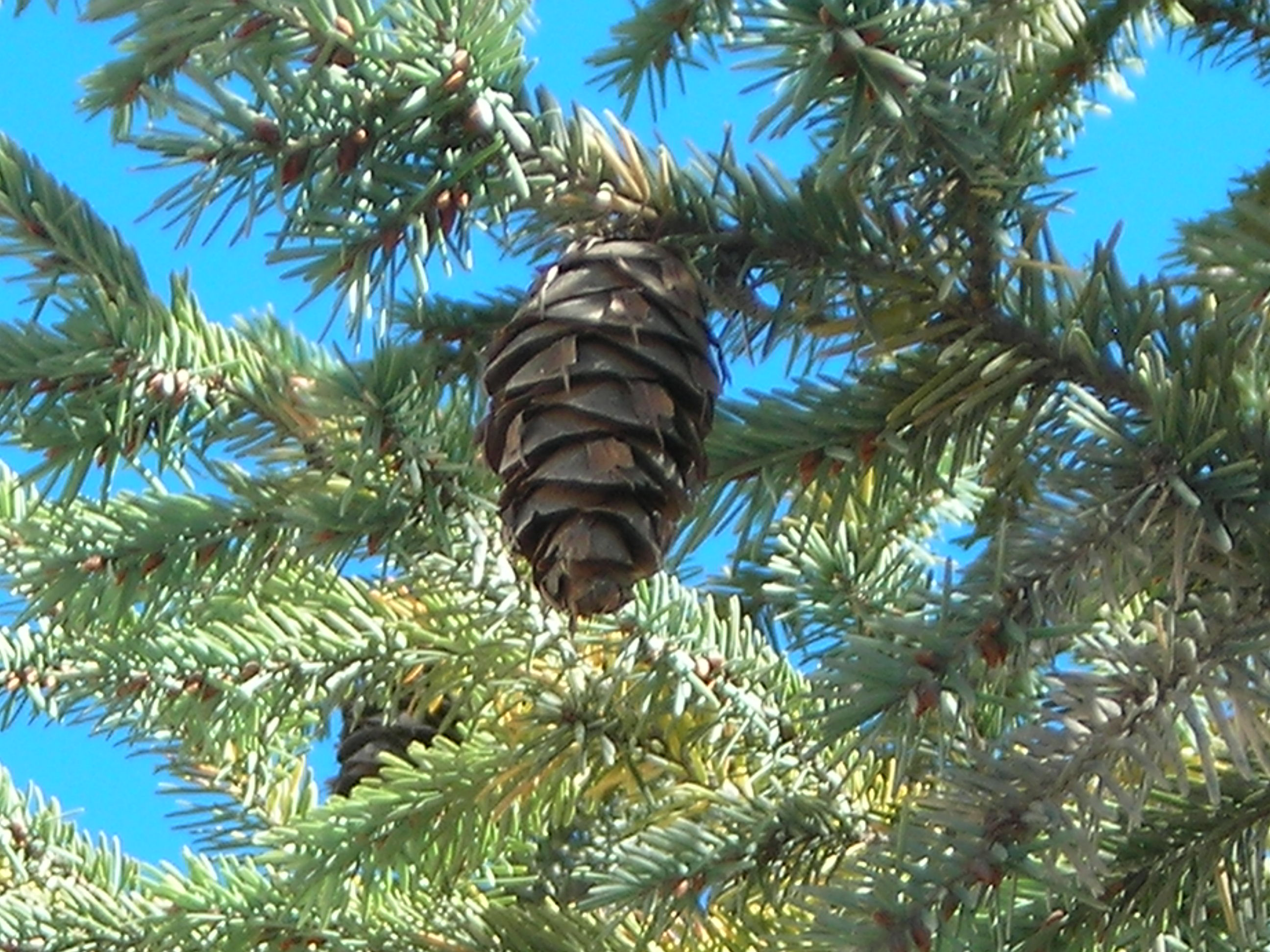
Rama de abeto de Douglas mexicano (Pseudotsuga lindleyana).

Pseudotsuga menziesii var. lindleyana, comúnmente conocido como guayamé, hayarín, pinabete o abeto de Douglas mexicano, es una conífera del género Pseudotsuga endémica de México . La secuencia de ADN y la evidencia morfológica sugieren que está más estrechamente relacionado con el abeto de Douglas de las Montañas Rocallosas ( P. menziesii var. glauca ) y podría clasificarse mejor como una variedad adicional dentro de P. menziesii .

## Distribución
Pseudotsuga menziesii var. lindleyana es originaria de la Sierra Madre Occidental, Sierra Madre Oriental y montañas dispersas hasta el sur de Oaxaca . El gobierno mexicano cataloga al abeto de Douglas mexicano como "sujeto a protección especial"  porque sus poblaciones son pequeñas, aisladas y muestran signos de baja fertilidad y reclutamiento debido a la depresión endogámica .